# Kanina (powiat Mielnik)
Kanina – wieś i gmina w Czechach, w powiecie Mielnik, w kraju środkowoczeskim. Według danych z dnia 1 stycznia 2013 liczyła 78 mieszkańców.